# Aníbal Cintrón
Aníbal Cintrón es un deportista puertorriqueño que compitió en taekwondo. Ganó una medalla de bronce en los Juegos Panamericanos de 1995, y una medalla de plata en el Campeonato Panamericano de Taekwondo de 1990.

## Palmarés internacional
| Juegos Panamericanos    | Juegos Panamericanos      | Juegos Panamericanos | Juegos Panamericanos |
| Año                     | Lugar                     | Medalla              | Categoría            |
| ----------------------- | ------------------------- | -------------------- | -------------------- |
| 1995                    | Mar del Plata (Argentina) | Medalla de bronce    | –83 kg               |
| Campeonato Panamericano |                           |                      |                      |
| Año                     | Lugar                     | Medalla              | Categoría            |
| 1990                    | Bayamón (Puerto Rico)     | Medalla de plata     | –83 kg               |